# Hank Von Helvete
Pour les articles homonymes, voir Husby.
Hans-Erik Husby, né le 15 juin 1972 à Gravdal et mort le 19 novembre 2021, plus connu sous le nom de Hank von Helvete, est le leader et chanteur du groupe de deathpunk norvégien Turbonegro.

## Biographie
Chanteur du groupe Turbonegro, créateur du genre deathpunk, Husby connut des problèmes avec l'héroïne, et connut une grave dépression, obligeant ce dernier à arrêter tout concert et participation du groupe, cela entrainera un hiatus de 4 ans du groupe. Après maintes tentatives de désintoxication, Hank Van Helvete décide d'arrêter Turbonegro et de changer de vie.
Husby partit en désintoxication à Moskenes en Norvège. Il trouva un travail dans une station de radio locale, pendant le hiatus de Turbonegro.
Il est supporter du club de football allemand FC St. Pauli, il est marié au mannequin norvégien Gro Skaustein et a une fille.
En 2010, il interprète Cornelis Vreeswijk dans le film Cornelis (film) (en) réalisé par Amir Chamdin (en).
Le 6 juin 2011, Doctor Midnight & The Mercy Cult, le nouveau groupe d'Hank, réalise son premier album, I Declare: Treason.
Hank Von Hell est décédé subitement le 19 novembre 2021, à l'âge de 49 ans, alors qu'il se promenait dans le Slottsparken d'Oslo. Aucune cause de décès n'a été rendue publique, mais son manager a par la suite démenti les rumeurs selon lesquelles il s'était suicidé, déclarant que "son corps avait finalement cédé" après une longue vie de toxicomanie.

## Discographie
avec Turbonegro:
Albums
- Never is Forever (1994)
- Ass Cobra (1996)
- Apocalypse Dudes (1998)
- Scandinavian Leather (2003)
- Party Animals (2005)
- Retox (2007)

Albums live
- Darkness Forever! (1999).

Compilations
- Love It To Deathpunk (Australian Best-of Compilation, 2001)
- Small Feces (Box set of rarities, 2005)
- This Ain't No Fucking Melodic Punk 7" (Probe Records, 1995)

Splits
- Stinky Fingers 10" Vinyl (1995) – split EP avec Flying Crap
- Flabby Sagging Flesh 7" Vinyl (1995) – Turbonegro / Anal Babes Split

EPs
- (He's a) Grunge Whore 10" Vinyl EP (1993)

Singles
- "Denim Demon" 7" Vinyl (1995)
- "Bad Mongo" 7" Vinyl (1995)
- "I Got Erection" 7" Vinyl (1995)
- "Prince Of The Rodeo" 7" Vinyl (1996)
- "Suffragette City" 7" Vinyl (1997)
- "Get It On" 7" Vinyl (1998)
- "Fuck the World (F.T.W.)" 7" Vinyl & CD (2003)
- "Locked Down" 7" Vinyl & CD (2003)
- "Sell Your Body (To The Night)" 7" Vinyl & CD (2003)
- "High On The Crime" (2005)
- "City Of Satan" CD (2005)
- "Do You Do You Dig Destruction" Mobile-only Download & CD (2007)

Solos
- Egomania (2018)
- Dead (2020)